# جيمس ماكسويل (لاعب كريكت)
جيمس ماكسويل (13 يناير 1883 في المملكة المتحدة - 27 ديسمبر 1967 في المملكة المتحدة) (بالإنجليزية: James Maxwell)‏ هو لاعب كريكت بريطاني (وحمل سابقاً جنسية المملكة المتحدة لبريطانيا العظمى وأيرلندا). لعب مع نادي مقاطعة سومرست للكريكت ‏.